# Naseljenici ostrva Katan
Naseljenici ostrva Katan je društvena igra koju je osmislio Klaus Teuber, a koja je objavljena 1995. godine u Nemačkoj pod nazivom Die Siedler von Catan. Igrači se stavljaju u uloge naseljenika koji kolonizuju ostrvo Katan sa ciljem da izgrade svoja naselja i gradove i ostvare prevlast na ostrvu. Igra takođe obiluje trgovinom između igrača. Pobeđuje onaj igrač koji prvi skupi određeni broj bodova, a svi igrači ostaju u igri od početka do kraja bez ikakve eliminacije igrača.

## Igra
Igrači predstavljaju jednu od frakcija koje naseljavaju ostrvo Katan. Tokom igre, oni će zidati naselja, gradove i puteve na ostrvu i boriti se za prevlast. Ostrvo se sastoji od provincija koje imaju šestougaoni oblik i od obale na kojoj se nalaze luke. Svaka od provincija predstavlja jednu od pet sirovina koje igrači skupljaju.
Naseljenici skupljaju osnovne sirovine (drvo, glinu, vunu, rudu i pšenicu) i njima zidaju svoja naselja, gradove i svoje puteve. Pored ovoga sirovine se mogu iskoristiti i za kupovinu razvojnih karti, koje omogućavaju različite stvari u igri. Na ostrvu se nalazi i jedno polje koje predstavlja pustinju i koje ne daje nikakve sirovine. Na pustinji se nalaze pljačkaši koji stupaju u igru kada se dobije 7 na kockama. Kada na igrača dođe red da igra, on baca dve šestostrane kockice. Dobijeni broj određuje koje provincije će proizvesti sirovine. Igrači koji imaju svoja naselja ili gradove naslonjene na ove provincije će dobiti odgovarajuću sirovinu. Ukoliko se dobije 7 na kockama, u igru se uključuje pljačkaš, a igrači koji imaju više od sedam karata u rukama moraju polovinu da vrate u banku.
Igrači mogu da trguju sirovinama međusobno, ako se obe strane slože oko trampe, ili da trguju sa ostrvom (bankom). Trgovina sa ostrvom se obavlja u srazmeri 4:1 (npr. 4 vune za 1 rudu). Ukoliko igrač ima naselje na luci ovu srazmeru može smanjiti u svoju korist u zavisnosti od luke na kojoj ima naselje, i to 3:1 (npr. 3 drva za 1 glinu) za bilo koju razmenu i 2:1 za određenu vrstu sirovine (luka sa simbolom rude omogućuje igraču da da 2 rude za sirovinu koja mu je potrebna).
Igra se završava kada jedan igrač sakupi 10 bodova. Bodovi se skupljaju izgradnjom naselja (vrede 1 bod), izgradnjom gradova (vrede 2 boda), posedovanjem najveće viteške moći ili najdužeg puta (vrede po 2 boda) ili kupovinom razvojnih karata (ukoliko se izvuče razvojna karta koja predstavlja 1 bod). U nekim od ekspanzija pobeda se ostvaruje skupljanjem većeg broja bodova. Razvitak u igri je delom i uslovljen sa povoljnim ishodom bacanja kockica od čega zavise mnoge stvari u igri.

## Serijal
Kako je osnovna igra postala veoma popularna, ubrzo su počele da izlaze nove ekspanzije, tematske igre, igra sa kartama i video igre. Objavljena je čak i jedna knjiga – „Die Siedler von Catan“ koju je napisala Rebecca Gablé. Prvo je izdata igra sa kartama Die Siedler von Catan – Das Kartenspiel für zwei Spieler, ili Catan: Card Game, 1996. Potom je izašla prva velika ekspanzija Die Seefahrer von Catan ili Catan: Seafers iz 1997. Ova ekspanzija je proširila igru na ostrvca koja okružuju Katan i uvela izgradnju brodova i istraživanje. Tokom godina je izašlo više ekspanzija od kojih su najveće Die Siedler von Catan – Städte & Ritter ili Catan: Cities and Knights (iz 2000); Die Siedler von Catan – Händler & Barbaren ili Catan: Traders & Barbarians (iz 2008); Die Siedler von Catan – Entdecker & Piraten ili Catan: Explorers & Pirates (iz 2013). Nijedna od ekspanzija za sada nije prevedena na srpski jezik.
Pored ekspanzija izlazile su i tematske igre koje su bile bazirane na istim principima kao i osnovna igra. Među najpoznatijima su one sa istorijskim temama – Trojanski rat, osvajanja Aleksandra Makedonskog, izgradnja Kineskog zida, izgradnja piramida u Egiptu. Tu je i serijal „Catan Geographies“ koji igru seli sa ostrva Katan i smešta u pojedine zemlje ili gradove sveta (npr. Sjedinjene Američke Države, ili Nemačku).
Postoji i niz manjih ekspanzija koje u igru ubacuju nove sirovine, ili provincije. Najpoznatije ovakve ekspanzije su Die Fischer von Catan ili The Settlers of Catan: The Fishermen of Catan; Catan Szenarien – die Ölquellen ili Catan Scenarios – Oil Springs. U 2012. godini napravljena je varijanta igre sa tematikom iz „Zvezdanih Staza“ (Star Trek Catan), u kojoj su promenjene sirovine, i gde se umesto puteva i naselja zidaju svemirski brodovi i svemirske stanice.
Pod uticajem ove društvene igre nastaju i varijante prilagođene deci, poput Catan Junior.

## Uticaj
Tokom godina igra je postala veoma popularna. Do te mere, da je mnogi smatraju Monopolom savremenog doba. Igru su počeli da igraju svi, a ne samo ljubitelji društvenih igara. Kao takva igra se pojavila u nekoliko serija na televiziji od kojih su najpoznatije South Park (S15E11) i The Big Bang Theory (S05E13). Tokom godina formirala se ogromna igračka baza, tako da se organizuju mnogobrojni turniri širom sveta. Redovno se organizuju svetsko i evropsko prvenstvo za Naseljenike ostrva Katan. 

## Nagrade
- 1995: Spiel des Jahres — igra godine[1][2]
- 1995: Deutscher Spiele Preis — prvo mesto
- 1995: Essen Feather
- 1995: Meeples' Choice Award
- 1996: Origins Award za najbolju fantastična ili naučnofantastična društvena igra
- 2004: Hra roku
- 2005: Games Magazine Hall of Fame
- 2005: Gra Roku Igra godine

## Sadržaj igre
- 19 polja terena
- 6 delova morskog okvira
- 9 delova luke
- 18 kružnih tokena brojeva
- 95 karata resursa
- 25 karata razvoja
- 4 cene gradnje
- 2 specijalne karte “najduži put” i “najveća vojska”
- 16 gradova
- 20 naselja
- 60 puteva
- 2 kockice
- 1 plačkaš
- 1 pravilo igre[5]

## Spoljašnje veze
- Catan GmbH — zvanični sajt igre